# 薩摩剣士隼人の登場人物
薩摩剣士隼人の登場人物（さつまけんしはやとのとうじょうじんぶつ）では、鹿児島で活躍するローカルヒーロー『薩摩剣士隼人』および、それを原作とする番組に登場する架空の人物について説明する。

## 主なボッケモン
薩摩剣士隼人(さつまけんしはやと)
第一部一話から登場。ぐりぶー物語でも1回から登場。バラエティTV番組「デルフォイの神託」など多数の番組にも出演している。薩摩隼人のスピリットボッケモン。理想的な男を意味する鹿児島の「薩摩隼人」という言葉から生まれた鎧武者。
第一部では、復讐心に駆られ鹿児島どころか、いずれは世界の全てが闇に覆われてしまう「最大最後の秘術」を使うところまでいったヤッセンボーを食い止めた。第二部では、薩摩を滅ぼさんとするアイくろから薩摩を象徴するボッケモンとして目の敵にされ、最強の座を奪い取ることが一族の復興に繋がると考える熊襲からも執拗に狙われている。
ヤッセンボー軍団などが人々やボッケモンに対し悪事を働いたり襲いかかったり、もしくは誰かから戦いに呼ばれると、どこからともなく現れた太鼓奏者の演奏とともに「山が萌え　鳥が舞い　雲は流れ　波は重吹く　剣を心に歩む道　たぎる薩摩の風が吹く　薩摩剣士隼人」と口上を述べて現れ、太鼓奏者からの声援を受けた後「立ち会い」を申し入れて戦いを始める。隼人を応援する太鼓奏者は様々な場所におり、島でも太鼓奏者から声援を受けている。ピアノの伴奏をしつつ現れたこともある。船や飛行機など乗り物に乗って現れることもあり、島々にも現れる。第一部五話「ガラッパがRAPPER!」における隼人登場シーンの曲は、いつもと違い初回放送のTV版では、NHK大河ドラマ「篤姫」で挿入曲として使用された薩摩川内おどり太鼓が叩く吉俣良作曲の「花意書く（かいかく）」が使用されており、ユーチューブ版や再放送版、お正月スペシャルでは著作権の関係からOPやEDで使われている曲のアレンジバージョンが使用された。
格闘戦の立ち会いを生き甲斐としており、ヤッセンボー軍団などを相手に心と心がぶつかり合う戦いを望む生き方をしている。豪快かつ大らかな優しい性格で敬天愛人の思想があるため、戦いに際しては敵に刀を当てず気合で吹き飛ばし、倒れた敵を深追いせず退却に追い込む戦い方を心がけ、激励し、健闘をたたえている。敵を殺す事はせず、跳ね飛ばされた刀でくぐり狐衆が負傷しないよう配慮するなど戦いの最中でも敵を助ける気遣いを見せる。だが本当は色々なことを背負っているので悩むこともある。第一部完結編では度重なる立ち合いの中でヤッセンボーたちの想いを受け止め、つんつんたち子供らに未来を託さんとする想いを語っている。ぐりぶー物語の作中では、屋台村でぐりぶーの悩み相談にも応じており、ぐりぶーのダンス企画に協力するよう他のボッケモンたちに働きかけた。
2012年2月放送のTV番組「デルフォイの神託」では本番前にお湯割りを飲んで出演しており、なぜそんなに強いのかという質問では、魂を込めてるだけなんだけどなと答え、休みの日はなにをしているかという質問には、鹿児島中の川とか山とか海とかあっちこっちを歩いてお湯割りを飲んでいると答えていたが、その他の質問や大喜利では気圧に引っ掛けた回答をしたため、つんつんから「わけがわからないよ」、ヤッセンボーから「なんじゃそれはマイブームか?」と言われたり、他の出演者からも「酔っ払いすぎ」とツッコミを入れられていた。気圧のことについては後日、「気圧…うーん、あんときは飲みすぎちょいもした（あのときは飲みすぎていました）、すんもはん（すみません）」とコメントしている。同番組では翌月の出演で泳ぎについて聞かれた際にも、バッチリ、得意なのは横泳ぎだが水面から頭を出していないと角が水圧を受けて進みが悪いと答え、圧力シリーズはもういいですとツッコミを入れられているが、実は鎧を着ているため泳ぎは不得意。酔っぱらうと、やまいもを掘る(説教や嫌な事を延々と語る)こともある。優しい人がタイプなものの初恋は今まで経験がなく、番外編（パート9）クリスマスがくっど!では「本当のシングルベルはおい（俺）じゃ」と、クリスマスにひとり身なことを寂しがり涙を拭いていた。
鹿児島の自然をこよなく愛し、伝統文化にも造詣が深く、各地の郷土料理や特産品に目がない。焼酎はなんでも好きで、特に芋焼酎が好き。だいやめ（晩酌）の肴は買ったり釣ってきたりしており、酒の肴を作るのも得意で、食べ物の好き嫌いは無い。趣味は破魔投げ。歌やピアノも得意で、字も達筆。鹿児島おはら節の踊りは苦手で、おはらまつりに踊りの手ほどきを受けた。その際は、踊り方を忘れてしまったと語っている。ヤッセンボーと掛け合い漫才も行うこともある。
一人称は鹿児島弁で俺を意味する「おい」。鹿児島弁を喋る。旅をしているため、宿に泊まったり洞穴に寝たりしている。作中では、ぼんたんを購入したり、おはらまつりからアイスをねだられ応じており、霧島の宿にある温泉では無刃剣と口元の装甲だけを脱衣所に置き入浴しているほか、2012年からのショーではスマートフォンまで所持している。どうやってお金を稼いでいるのかと、つんつんから聞かれたときには「うーん」と明確には答えなかったが、隼人の収入源について番組スタッフは、イベント出演費やグッズ販売売り上げなどと答えている。ぐりぶー物語の作中ではサイン会を行い多くの人々が並んでいる。番外編（パート1）では鹿児島中央警察署地域を守る安心・安全大使として薩摩剣士隼人の名前が入った青い警察手帳を携えヤッセンボーが行った、うそ電話詐欺を阻止しており、つんつん、コンコン、ヤッセンボーらと一緒にアマンクロスが経営する工場の手伝いも行った。ちなみに、2012年お正月スペシャルでは片手ずつ手をつき片手ずつ膝に手を戻す座礼を行っている。
年齢設定も明確に決まっていないが、人間に当てはめれば「大人の男」という年齢。薩摩隼人という鹿児島の理想の男を現す願いが実体化した概念のボッケモンなので、過去や小さいころという設定は無い。ちなみに2014年1月には声優の尾堂公信が隼人としてインタビューに答えているが、41歳で名前は面が割れるから内緒と答えている。
基本的にボッケモン(精霊)は丸くディフォルメされたゆるキャラも多いが、隼人に関してはディフォルメが全くなされていない正統派ヒーロー風のデザイン。デザインの特徴が黒を基調としたものとなっている理由は、鹿児島に黒豚、黒酢など、黒にまつわる文化があるため。デザイン案の中期デザインは陣羽織を纏ったような姿をしており、2014年にファミリーマートで行われたコラボ食品購入プレゼント企画「薩摩剣士隼人祭」の隼人賞「隼人陣羽織　親子セット」に合わせてCMで陣羽織を纏った姿で登場したのを皮切りに、ショーやエンディング映像などでは陣羽織姿でも登場するようになった。この陣羽織を隼人は薩摩剣士隼人祭のCMで「いっちゃびら（一帳羅）」だと言っている。2015年時点では本編未登場。
示現流という剣術の達人であり、あらゆる剣術を使いこなすことができ、第二部ではヤッセンボーのフェイント技を、目で見ず頭で考えず、イッダマシイ（魂）に心を澄ますことで受け止めた。武器は「無刃剣十字丸」という隼人のイッ魂が込められた刃が付いていない赤い刀身の木刀で、くぐり狐衆の銃弾をも弾く強度を持つ。無刃剣十字丸に刃が付いていない理由は、隼人の剣は敬天愛人の心で魂を剣に込め互いの本気のおもいをぶつけあう剣であることから、相手がケガをしないようにするため。無刃剣は、腰のひっかけに取り付けられる。必殺技は、剣を構えて「破（はー）」と叫び熱い魂（いっだましい）を剣に込め「影（えーい）」という掛け声と共に振り下ろした刀から一気に放ち、赤い閃光と共に複数の敵を吹き飛ばし、たぎる想いが心の闇を吹き飛ばし光を呼ぶ「破影之太刀（はえいのたち）」。第二部では、周囲をぐるりと取り囲むくぐり狐衆相手に360度全方向へ放つ「旋風破影の太刀」を使用したほか、番外編「クリスマスがくっど!」では二刀流で挑みかかるヤッセンボーに対し、身の丈を超える大剣「電光無刃丸十字丸」で立ち合いに応じ、ヤッセンボーに「わっぜか（物凄い）」と言わしめる威力の必殺技「電光破影の太刀」で勝利を収めたが、その大きさのあまり剣に振り回される一面も見せた。素手での格闘でも強さを発揮しており、素手での必殺技は赤いオーラをまとった正拳突き「敬天愛人拳」。
焼酎を飲んだり食べ物を食べる際は、「美男畏敬面（よかにせいけめん）」という顔にある口元の装甲を取り外し、人間に似た口で味わう。頭には鹿児島の伝統や文化を象徴している桜島を中心とする鹿児島県を逆さにした形をした前立の兜「華厳前立黒鋼兜（かごんまえたてくろはがねかぶと）」で、夜は中心にある赤い宝玉が発光した状態で登場することもある。首には「白煙之襟巻（はくえんのえりまき）」という鹿児島の自然を象徴とした桜島の煙のようになびく純白のマフラー。鎧は、気合いに応じて無限に強度を高める超物質の「薩摩之黒鋼」でできている鍛え抜かれた隼人の体そのものでもある「赤糸威黒鋼胴具足（あかいとおどしくろはがねどうぐそく）」であり、くぐり狐衆の銃弾も弾き、胸には鹿児島県民の敬天愛人の心を象徴する歴史ある薩摩の印である丸十字之紋が描かれている。また、敵の剣や銃弾は、硬い強度を持つ腕の手甲や足の甲掛でも受け止めている。足は県内のどこにでも一瞬で駆けつけることができる超脚力の「飛翔之足（ひっとべのあし）」。戦闘中に飛翔之足を使い、落ちそうになる暗黒狐を高速移動で助けたこともある。
薩摩犬つんつん（さつまけんつんつん）
第一部一話から登場。ぐりぶー物語では10回から登場。バラエティTV番組「デルフォイの神託」など多数の番組にも登場。薩摩犬のボッケモン。名前の由来は西郷隆盛の愛犬ツン。
第一部では、鹿児島県さつま町（旧宮之城町）でダイサイゴーから貰った竹刀を手に師匠であるダイサイゴーを探すため鹿児島県内で放浪の旅を続けており、狐一族の末裔であるコンコンに付け狙われ旅先で度々戦いに発展したが、第一部完結編ではコンコンと和解して友達になりコンビを組みデビルイッシーと戦い、コンコンと共に「ニッコイセイツンコンソワカ」と唱え、コンコンパクトが発した光でデビルイッシーをイッシーに戻した。また、ヤッセンボーによる最大最後の秘術により闇をまとい巨大になったヤッセンボールが生み出した大ンダモ支丹が各地で暴れるのを、コンコンと力を合わせコンコンパクトを使い食い止め、鹿児島を滅ぼさんとするヤッセンボーの脅威を打ち砕いた。第二部では、釣りの最中に空腹のあまり海に落ちて奄美に流れ着き、そこで島の人々やアイくろと出会う。薩摩犬ということで薩摩を滅ぼすと豪語するアイくろから目の敵にされ、今までの戦いでボロボロになっていた竹刀もヤッセンボーとの立ち合いで折られてしまうことで今まで以上に強さを求めるようになるが、隼人たちから諭され、竹刀は竹神様から修復されて、つんつんブレードへと強化された。
好奇心旺盛で食べ物に目が無く食い意地がはっているが、放浪の旅をしているためにお金が無く常に腹をすかせている。見た目が可愛く人なつっこい性格で図々しいので、基本的にはそれを生かし優しい鹿児島の人々から食べ物を恵んで貰っている。食べ物の好き嫌いは無く、何でも美味しく食べる。第二部では、コンコンを伴って入った飲食店で鰹丼を12杯食べ売り切れ状態にしており、当初アイくろのことも歩く黒砂糖と勘違いしていた。2012年2月放送「デルフォイの神託」で好みのタイプを聞かれたときも、料理の上手な人がいいと答えていた。
まだ仔犬で単純な性格のためにヤッセンボーの計略にはまりやすく、戦いの最中にヤッセンボーから「おすわり」と言われたときには突撃をやめ、おすわりをしてしまった結果くぐり狐衆に取り押さえられてしまっている。第二部では心の目で相手の動きを捉えると戦いの最中に目を閉じており、くぐり狐衆から隙だらけの頭を2度も叩かれた。隼人について当初は変な奴だが強いという印象を持っており、敵に止めを刺さないことを苦々しく思っていたが、様々な交流を経て次第にヤッセンボーなどに対しても、倒さなければいけない悪い奴なんていないという考えを持つようになる。第二部では自分で、でんでん太鼓を鳴らし「山が萌え　鳥が舞い　犬が歩き　棒に当たる　犬が西向きゃ尾は東　風が吹いても腹が減る　可愛い薩摩犬つんつん」と隼人の真似をして登場したこともある。
一人称は「僕」。鹿児島の平和を守る立派な正義の剣士を目指し毎日修行に励んでいる。登場した当初から初期の頃のくぐり狐衆を複数人単位で相手をしても勝てる程の腕を持ち、「つんつんアタック」というフライング・ボディ・アタックを駆使する。第一部七話では、コンコンが「やあ!」と叫び走りながらピンクの閃光を放つ横切りを繰り出し、つんつんが「チェストー!」と叫びつつ助走をつけた跳躍からの水色の閃光を放つ縦切りを繰り出して複数の敵を吹き飛ばす連携技も使用した。第一部完結編以降もコンコンとの連携技を披露しており、「クロスするがクロス」と言い交差しながら駆ける技を「クロスフォーメーション」、背中合わせからの浴びせ蹴りを「つんつんスクラムアタック」、双方から斬った直後に回転する技を「クロスハリケーン」、同時に繰り出す正拳突きを「ダブルパンチ」、双方からの横蹴りや跳び蹴りを「ダブルキック」、双方から回転を加えて斬りかかる技を「コンビネーションストライク」、尻尾を使い2人で攻撃する技を「つんつんコンコンダブルしっぽチョップ」、2人がフライングボディアタックを繰り出す技を「コンコンつんつんダブルアタック」、デビルイッシーの尻尾を持ち振り回す技を「フィニッシュスーパージャイアントスイング」、つんつんが水色のコンコンがピンクの回転横一閃を同時に放つ技を「つんコンツインスラッシュ」と叫ぶなど、技名を口にしながらの攻撃が目立つ。
つんつんが着用しているちゃんちゃんこは、鹿児島に住むある女性が仕立てたもの。つんつんは犬種こそシェパードを小型化したような風貌の薩摩犬だが西郷隆盛像のツンが別の犬である柴犬をモデルにして製作されたため、つんつんは茶色い柴犬をモチーフにしたデザインになっている。ちなみに第一部三話では、コンコンから大だぬき呼ばわりされた。
年齢設定は存在しないが、小学3年くらいの男の子をイメージして設定されている。元々つんつんとダイサイゴーは制作プロジェクトの会社のひとつであるアドベンチャーのキャラクターであり、ダイサイゴーともども各地のイベントで番組開始前から活躍している。
薩摩の大巨人ダイサイゴー（さつまのだいきょじんだいさいごー）
回想では第一部二話から、本格的には第一部完結編二話から登場。西郷隆盛を慕う人々の気持ちから生まれたボッケモン。身長3.2メートル。体も心も何もかもでっかい。一人称は鹿児島弁で俺を意味する「おい」。
アマミノクロウサギ　アイくろ
ひっとべ!ボッケモンランド35回や第二部一話から登場。ぐりぶー物語でも10回から登場。奄美大島の金作原原生林に住むアマミノクロウサギのボッケモン。女の子。名前の由来は西郷隆盛の奄美での妻にあたる「愛加那」と「クロウサギ」。
滅び行く野生の仲間たちの運命、自然破壊への怒りや、奄美に残る、かつて奄美が薩摩藩の支配され圧政に苦しめられた歴史による奄美の人々の思いを胸に薩摩への恨みを心に背負っているため、憎き薩摩を倒す鹿児島県本土の人々への復讐「薩摩討伐」が仲間を救うことになると頑なに信じており、ケンケンやムーンの引止めにも応じず、「薩摩討伐」と自分たちの理想郷・ネリヤカナヤを築くことを決意して旅立つ。鹿児島に渡り、憎き薩摩と隼人やつんつんを付け狙いつつ、ケンケンから託されたキラキラスコープを頼りに旅で出会った熊襲と旅を続ける。その一方、恥ずかしがりやで、からいもこからは、つんつんとコンコンどちらが好きなのか聞かれ動揺する一面も見せており、公園の遊具や綺麗なイルミネーションの飾りに彩られた場所をネリヤカナヤと呼び夢中になってしまう無邪気な子供らしい一面も見せている。
一人称は奄美方言で私を意味する「わん」。跳躍力を生かした強力なキックと種子島で手に入れた火縄銃「火縄銃　種子島」を手に戦う。ヤッセンボーからは兎のくせに耳が短いと容姿をからかわれている。頭の左には赤い花を付けており、白い着物を着て桃色の帯を締めている。ちなみに衣装には白大島紬を使用している」。
さつまいものボッケモン　から　いもこ/スイートポテトレディ
第二部二話から登場。「からいも」ことサツマイモのボッケモン。美味しい焼きたての焼き芋を振舞う。中南米原産で南西諸島や中国を経由して鹿児島へと伝わった芋らしく、しがらみや土地にとらわれない自由な存在として振る舞いつつ鹿児島県内各地を旅する。トヨタマヒメからの箱を熊襲に届けたり、ヤッセンボーに対し「不思議な力を持つ古の宝を持っているらしい」、「もし熊襲が武器を手に入れたらますますパワーアップしてしまう」と焚きつけるようなことを吹き込んだりと謎の言動も多い。一人称は「私」。芋を食べビューティウインドガスというおならをするとガスに包まれ、スイートポテトレディという、さすらいのスーパーヒロインに変身する。
スイートポテトレディは、甘くヘルシーなカライモボディと周りの誰もが見とれるほどの美貌と持ち、熊襲から美しいと評されヤッセンボーもメロメロにさせるが、正体に気付いていないヤッセンボーのことは「頭悪いのかしら」と評している。また、隼人と熊襲のどっちに恋してるのかアイくろから問われ動揺して照れる一面も見せている。高い身体能力を活かし、敵の攻撃をいなし投げ飛ばす「スイートハリケーン」などの華麗な体術で戦う。第二部六話で、こいやまに伝わる古の宝「ラブリーフルーレ」を手に入れ戦闘で愛用している。
からいもこは、サツマイモのような丸っこい体型で赤い着物を着ている。足袋と草履を履き、髪は紫。スイートポテトレディは紫と橙色を基調とした体で、唇が見えるヘルメットのような頭をしている。紫の手袋とブーツ。首には緑のマフラー。腰には銀のベルト。
豪族武人熊襲（こうぞくぶじんくまそ）
第二部三話から登場。かつて南九州にいたとされ古代に大和朝廷の侵略を受けた部族熊襲一族の守護者で、「熊襲」に由来する名を持つ熊襲族のボッケモン。
古代の戦いに敗れ、巨大な盾ととも霧島の熊襲洞窟にある石棺の中で長い眠りについていたが現代に蘇った。偶然出会ったアイくろと行動を共にしている。古の宝である笛をコノハナサクヒメから託されてからはその笛を愛用しており、戦いに赴く登場シーンでは笛でカゼノコトノハを吹いた後「常世の命　花青く　稲穂白雪　巡る星　風の調べに目覚るれば　背にはまほろば遥かなり　我が名は熊襲　豪族武人熊襲」と口上を述べ登場している。
一族を守れなかった後悔から武力のみを追い求めるようなっており、相手が刀を引いたら立ち合いは終わりと言う、つんつんの静止も聞かず、くぐり狐衆を逃がすまいと止めを刺そうとした。熊襲一族が滅ぼされたのは自分たちが弱かったからだという想いから、最強の力を手に入れたとき熊襲一族は蘇ると信じており、隼人を倒して最強の戦士になることで一族を再興できると考え隼人を付け狙う。アイくろを守るべき者と認識しており、美しいと熊襲が評するスイートポテトレディの危機にも「女は守るもの」と助けに入る一面を持っている。
一人称は「私」。剣と大きな盾で戦う。愛用の剣「古代神剣　天御雷（アメノミカズチ）」は古代の戦いに敗れた際に失っていたが、トヨタマヒメの助力により再びその手に戻った。その実力は、くぐり狐衆が熊襲と初めて立ち合ったとき熊襲から斬殺される姿が脳裏に浮かび、なかなか挑みかかることができなかったほど。必殺技は「天撃斬」。奈良県の平城宮跡では隼人族が使用したとされる「隼人楯」が発掘されているが、この楯に描かれている独特の逆S字形文様と似た模様が盾や胸に描かれており、白を基調として黒や赤を配した鎧兜を纏ったような体をしている。

## 狐一族
吉野狐のボッケモン。妖怪に化け、いたずらを行い人々を困らせていたことで大石兵六に退治され吉野山に封印されたという言い伝えから、鹿児島県に住む人間に怨みを持つ白狐たち。鹿児島人を倒せ、鹿児島を滅ぼせと口にするほど鹿児島人への復讐心を抱いていたが、第一部完結編では、友情を知ったつんつんとコンコンの嬉し涙で封印が解かれたことで長老率いる狐一族はダイサイゴーの呼びかけで地上に現れるが、実は一連の兵六に関する言い伝えそのものがヤッセンボーによる嘘であったことが判明する。真実を知った後は、地上に残りたいと希望したコンコンを除き元の世界へと戻っていった。そのほとんどは、ヤッセンボーのしたことに対する感情的怒りは収まっていない。額と目元には独特の赤い模様がある。封印内における黄泉の国と呼ばれる狐の世界にいたときには4本足で立ち狐に近い姿をしていたが、地上では体型も変化し白い衣服を纏い人間のように2本足で立っており、その後もコンコンパクトでの映像などで2本足の姿で登場している。
吉野狐コンコン（よしのぎつねコンコン）
第一部一話から登場。ぐりぶー物語では10回から登場。バラエティTV番組「デルフォイの神託」にも登場。吉野狐のボッケモン。吉野狐一族夫婦の間に生まれた息子。
現代になり封印に小さな隙間が開いたため仔狐であるコンコンだけが外に出る事が出来たが、コンコンが所持していた本「大石兵六夢物語」に書かれた、兵六が狐一族を一匹残らず滅ぼしたという内容や、狐一族から聞かされた話などのヤッセンボーによる計略で、当初は鹿児島の人間を一族を迫害した悪い奴らだと思い込み敵視していた。仔狐ながら地上への扉を開く鍵と言われる「ボッケモンの涙」を手に入れる使命を帯びていたため、当初は一族の願いを一身に背負い狐一族のみんなを助けると誓いを立て、吉野狐の長老から託された幻魔鏡コンコンパクトを使い「幻魔召喚ヒンデレコンソワカ」と呪文を唱えヤッセンボーを召喚して人々やボッケモンたちを泣かそうしており、行く先々で様々なボッケモンと出会うつんつんの後を付け狙った。そのため当初は「おのれー!かごんま（鹿児島）人めー!」という口癖をよく口にしていた。しかし第一部七話では、今まで触れ合った鹿児島の人々やボッケモンたちとの交流から、暗黒狐衆に襲われ窮地に陥ったつんつんを助ける行動を起こし連携技で立ち向かう。その後、ヤッセンボーの指示で幻魔鏡コンコンパクトを使いイッシーをダークイッシーに変え暴れさせるが、ダークイッシーに何度も立ち向かうつんつんを目にしてイッシーに詫び、元の姿に戻すための呼びかけを行った。
第一部完結編では、ヤッセンボーの命令に従いデビルイッシーを操って街を破壊しまくり多くの人々を襲って負傷させるなど甚大な被害を与えた。だが、つんつんの行動に感化され誤解に気付き反旗を翻し、つんつんを友達と呼びコンビ技でデビルイッシーと戦う。長老の助言により、つんつんと共にコンコンパクトをかざし「ニッコイセイツンコンソワカ」と唱えたことによって発せられた光でデビルイッシーの闇のオーラを吹き飛ばし本来のイッシーに戻した。また、ヤッセンボー最大最後の術により闇に覆われ巨大になったヤッセンボールと、それが生み出した大ンダモ支丹が各地で暴れるのを、つんつんと力を合わせ、たくさんの心の光を集めたコンコンパクトから発する光で撃ち消した。その後は、コンコンパクトの映像通信機能を使って鹿児島に住む人々の良いところを狐一族へ送り続けるため鹿児島に残ることを決意。ひっとべ!では様々な鹿児島の様子をレポートした。第二部では、島から帰ったつんつんと行動を共にすることが多く、共にヤッセンボーたちと立ち合ったり、つんつんに襲い掛かるアイくろを諭さんと試みたりしている。
基本的には健気で真面目な性格であり、改心後は人々やボッケモンたちの心と心の架け橋となることを目標にしている。GA★ラッパーとは出会ったその日に友達になっており、番外編（パート1）ではヤッセンボーたちと一緒にアマンクロスの工場を手伝った。もの知りなので、つんつんとはラジオや4コマ漫画など様々な場面において軽妙なやり取りで名コンビを見せている。基本的にはコンコンのご飯は優しい鹿児島の人々が食べさせてあげている。
一人称は「僕」。年齢設定は存在しないが小学1年くらいの男の子をイメージして設定されている。コンコンが着用している赤いちゃんちゃんこは、つんつん同様、鹿児島に住むある女性が仕立てたもの。白い子狐で卵の様な体格をしている。コンコンのほっぺにある赤い線は髭ではなく模様。第一部三話では、つんつんから大ネズミ呼ばわりされた。当初は臆病な性格でヤッセンボー達が撃退されるとすぐに逃げ出していたが、第一部七話からは、くぐり狐衆も使用している妖刀　狐波平（きつねなみのひら）を手に、室町時代頃に確立した剣技・刀を握る右手と左手を大きく離し手首をロックして体重移動で剣を振るう戦い方で戦っている。第二部でアイくろと対峙した戦いの最中、たまたま手にしていたつんつんの折れた竹刀が竹神様の力でコンコンソードへと変化してからは、コンコンソードを愛用している。「コンコンしっぽチョップ」という尻尾で攻撃する技も使っている。
狐一族長老（きつねいちぞくちょうろう）
封印の中にいた4本足の姿では第一部二話から、2本足の姿では第一部完結編三話から登場。狐一族を治める長老。狐一族が住む世界と地上への扉が封印された頃より生きている。第一部完結編では、封印が解かれ他の狐一族と共に地上へと出てきた。その際、ダイサイゴーに呼ばれて、つんつんとコンコンがイッシーを元に戻すためのアドバイスを送った。神と思い込んでいたヤッセンボーの天罰を恐れていたが、実はヤッセンボーに騙され続けていたことが判明。もし真実を知り鹿児島の人々と戦争になれば狐一族は全滅していたであろうと、ヤッセンボーの行動には一定の理解を示す。いたずらが発端となり村人たちが狐一族を滅ぼそうとしたを踏まえ、鹿児島の人々と共に生きられるとは思えないと判断して黄泉の国と呼ばれる自分たちが住んでいた世界へ戻った。
一族からの信頼は厚い。ダイサイゴーに呼ばれて出てきたときには、つんつんとコンコンがイッシーを元に戻すためアドバイスを送った。長い眉毛と髭が特徴の老人で、地上では白い衣服と金色の襟巻きを纏い杖を突いている。
コンコンの両親（コンコンのりょうしん）
封印の中にいた4本足の姿では第一部二話から、2本足の姿では第一部完結編三話から登場。コンコンの実の父親と母親。第一部完結編で地上へ降り立ちコンコンと再会を果たしたが、長老たちと共に元の世界に戻っていった。ひっとべ!ではコンコンパクトを通じてレポートを行うコンコンへ毎回励ましの言葉を送った。我が子コンコンの身を常に案じる優しい両親で、元の世界へ帰ってからもコンコンパクトを通してコンコンを優しく励ます。地上への扉の封印が解かれ地上に現れた際には、白い衣服に加え父親が紺、母親がピンクの襟巻きを付けていた。

## ヤッセンボー一味
ヤッセンボーとくぐり狐衆の呼称。鹿児島県警察110番の日イベントなどでこの名称が用いられている。ヤッセンボーとくぐり狐衆5人にコンコンを加えたチーム名としてはヤッセンボー軍団を名乗っているため、実際はコンコンが加わっていないときにもヤッセンボー軍団の名が使用されることもあるが、便宜上ここではヤッセンボー一味の名を使用。
幻魔神狐ヤッセンボー（げんましんこヤッセンボー）
第一部一話から登場。ぐりぶー物語でも1回から登場。バラエティTV番組「デルフォイの神託」など多数の番組にも登場。鹿児島弁で弱虫、いくじなしなどを意味する「やっせんぼう」のスピリットボッケモン。鹿児島でこれまであまり評価されてこなかった、腕力は弱いが知を貴び知恵で鹿児島を良くしていこうとするが武勇を重んじる人々に「やっせんぼう」と馬鹿にされ続けた人々の怒りや悲しみの思念から誕生した。
第一部完結編において、狐一族の守護神というのは、薩摩を治めてきた者が長くに渡り神と崇めてきた狐の姿をとることで鹿児島人たちによる心のエネルギーを集め続け、力を得るための嘘だったことが判明した。ヤッセンボーやくぐり狐衆に尻尾が無い理由は、このことから。また、ヤッセンボーは狐一族による鹿児島人への恨みを糧として強き力を得る目的のため、幻魔鏡を用いて吉野狐一族を封印したことも自ら白状した。仙巌園におけるショーでは隼人との戦いの最中、島津の守り神である真の狐の神「稲荷大明神」が「仮にも狐の神を名乗る者が島津の別邸で無粋な振る舞いを行うことを悲しく思う」と咎めている。正体が明らかになった後は自らを、やっせんぼうの神と自称しており、以前と同じく幻魔神狐と名乗っている。ちなみに、力で鹿児島を良くしていこうとする隼人に対しヤッセンボーは知恵で鹿児島を良くしていこうとしているという設定も存在する。
初期の頃はコンコンパクトでコンコンに召喚されて現れていたが、第一部五話以降は呼び出されなくても現れるようになった。コンコンが持つ幻魔鏡コンコンパクトで召喚され召喚された際は「幻魔降臨ヤッセンボー」の台詞とともに決めポーズをとることが多い。なお各地で催されるイベントショーでは話にコンコンが登場しないことが多いため、TV版とは違い幻魔召喚がないことが多い。
気位が高く常に他の者を小馬鹿にして見下す事を好み、性格は嫌味で自分勝手、卑怯、傲慢。腕力の強い者を薩摩隼人ともてはやし力の弱い代わりに知略を巡らせてきた者を卑怯者のやっせんぼうと蔑んできた鹿児島人が見下しあざ笑う、弱者と蔑まれし者達の怒りと悲しみを背負った名が自分だと語り、どちらも鹿児島のために生きてきたにもかかわらず鹿児島の歴史の中で蔑まれることにより積もった悲しみ、不平、怒りによる積年の無念から、鹿児島人に対し復讐に燃えている。そのため鹿児島を世界中の笑いものにしようとしており、ボッケモンや人々を泣かす事に心血を注ぎ、人間やボッケモンにいたずらをしかけては「やっせんぼう」と書かれたシールを相手のおでこに貼り腰抜け・弱虫のレッテルを貼っている。
その復讐心のあまり、第一部や第一部完結編では鹿児島人たちを恐怖のどん底へ叩き落とすと宣言してイッシーをダークイッシーやデビルイッシーへと変え、鹿児島を滅茶苦茶に破壊する計画を実行に移す。さらに最大最後の秘術と称し、桜島上空へ浮かべた闇により巨大化したヤッセンボールを桜島上空へ浮かべ、そこから生み出した大ンダモ支丹に鹿児島中を襲わせ、大量の恐怖からなる巨大な闇の力を取り込み、正気を失い黒味がかった姿で野獣のように凶暴なダークヤッセンボーと化して隼人に襲い掛かった。最大最後の術は、そのまま続いていればいずれは鹿児島だけでなく世界の全てが闇に覆われてしまうものだったが、術が破られ元に戻った後は隼人と和解して立ち合いを行い、時に剣を交える最中くぐり狐衆に後ろから襲わせたり嘘をついてだまし討ちを行うなど知恵を絞り工夫を凝らした卑怯な戦法で戦った。そして、鹿児島から驕る心や弱者を蔑む心が無くならないかぎり鹿児島に住む人々を驚かし続けると宣言。くぐり狐衆を率いてその後も、ひっとべ!では幼稚園や保育園を、第二部では島の人々も襲っている。これらのいたずらや破壊活動のほか、結果として隼人や天ちゃん兄弟から阻止されアマンクロスの工場を手伝わされるはめになってはいるものの、番外編（パート1）では、くぐり狐衆と一緒に1000万円を即日融資するチラシに釣られた者へ融資のためには50万円が必要と電話で勧誘する、うそ電話詐欺を行うなど警察が出動するような犯罪行為も行っている。
一方、弱者の思いを代弁する一面も持っており、仲間に対する優しさも時々垣間見せている。コンコンに対しては、自分には関係無いと高を括っていた税金制度消滅による公共サービスの消失によりコンコンの身に起こりうる危険性を隼人たちから教えられ、迷子になったコンコンの身を案じ自ら札を剥がし術を解いたうえで戻ってきたコンコンを抱きしめたり、第二部で友人のつんつんと戦うかヤッセンボーたちと戦うか悩み迷うコンコンに日々の修行の成果を見せてみろとつんつん側で戦うことを促したりと時に気遣い優しい言葉をかけている。くぐり狐衆に対してもたまに、さりげない気遣いを見せたり優しい言葉をかけている。ぐりぶー物語では隼人の誘いに乗り、ぐりぶーの企画に協力を申し出た。
好きなタイプは、黒髪で髪が長く線が細くて優しい、さつまおごじょ（鹿児島の女性）。いつも恋している恋多き男で、はじめてプリモゼを目にしたときは花束を手に3人まとめてデートに誘うも断られ逆上していた。2012年2月放送のTV番組「デルフォイの神託」に出演したときには、KTSの女子アナを半ば強引にデートに連れ出そうとしたり、女子アナ3人の中で誰が一番好みか聞かれたときも「全員大歓迎じゃ。みんなまとめて相手をしてやるぞ」と答えていたほか、大喜利では「ヤッセンボーはテライケメンワロスwwと」回答したことにより、番組出演者に、かなりチャラいと言われていた。女性ファンも多いらしく、ぐりぶー物語では突然現れた大勢の女性ファンに街で囲まれている。様々な酒を飲んでいるが、比較的甘い酒が好き。隼人と掛け合い漫才を行うこともある。
一人称は「我」。「コーンコンコンコン!」という独特な笑い方をする。普段の口調は鹿児島なまりな公家風の言葉づかいだが、感情が激するとバリバリの鹿児島弁になる。初期の頃は隼人に「おまんさー（お前様、あなた様などを意味する敬称）」と呼ばれていたが、第一部六話からは「ヤッセンボーどん」と呼ばれるようになった。耳が長いため黒豚ヴィちゃんやアイくろからはウサギと間違えられている。
旅をしているため普段は宿に泊まったり洞穴に寝たりしており、くぐり狐衆がヤッセンボーの身の回りの世話と食事の用意をシフトの当番制で行っているが、わがままなので大変らしい。番外編（パート2）では財布を2つ所有しており、所持する1万円で高級黒豚しゃぶしゃぶセットの肉を購入しており、税金の支払いにも出向いているが、その収入源は主にイベント出演費やグッズ販売収入。ひっとべ!では、このままでは電気もガスも水道も止まってしまうほど財政が火の車な状況に陥り、ファミリーマートで黒いシャツの制服を纏い、くぐり狐衆と一緒にアルバイト店員として働いていた。2012年からのショーではスマートフォンも愛用するようになり、Facebookでは隼人から来た友達申請を受理している。
戦闘時には配下の忍びである、くぐり狐衆を召喚する。当初は戦闘に参加せず、幻魔科学により開発した黄金の短銃「ヤッセン銃」を第一部五話で使用しようとした以外は策略を巡らし現場指揮を執るだけのことが多かった。幻魔月光刀を手にしてからは自らも積極的に戦っており隼人に認められる程の白兵戦能力を発揮しており、幻魔月光刀をかざし闇の火炎弾を放つ「暗黒波動弾」、「霧桜（むおー）」と叫び幻魔月光刀を構え「輝鋭（きえー）」という掛け声と共に横一文字になぎ払う、火山のような美しさと強さを兼ね備えた黒い斬撃「霧桜輝鋭斬（むおうきえいざん）」などの技を駆使する。隼人らと和解した後の霧桜輝鋭斬は、斬撃で青紫の閃光を放つようになり、構えたときに桜の花びらが舞うこともあるようになった。第二部では、新たな武器「妖焔　弥閃刀（ようえんやっせんとう）」を作り出して愛用しており、幻魔月光刀との2刀流で立ち合いに挑んだこともある。
様々な妖術「幻魔妖術」を操り、幻魔妖術と最先端の科学技術を合わせたテクノロジー「幻魔科学」により自ら開発した道具を駆使する。片手で狐を作りながら巧みな言葉で人心を操る「幻魔言霊の術」は、悪口を言うことで人々やボッケモンを傷つけたり不和を起こし、悪意のある情報を流したり口からでまかせを言い他者を騙す術。ちなみに第一部完結編では額からビームを撃てるように見せかけて騙し隼人の脛を攻撃したが、ひっとべ!以降は本気で撃てるのではないかと思い込み、こっそりと度々練習を重ねている。「ヒンデレ（出て来い）コンソワカ」の呪文は、ンダモ支丹やイッシーを召喚したり、胸の宝玉から幻魔空間の霧を発生させ幻惑したりと様々な術に用いられ、最も多用している。第一部では幻魔宝珠ヤッセンボールで妖怪「ンダモ支丹」を生み出し人々やボッケモンを驚かしており、「ズンバイ（たくさん）ヒンデレコンソワカ」の呪文では複数のンダモ支丹を、「ワッゼエ（凄い）ヒンデレコンソワカ」では複数の大ンダモ支丹を生み出した。番外編（パート2）では「幻魔文字言霊の術」を使用しており、「税金消滅・幻魔文字霊之呪」と書かれた大きな札をイータ君のおでこに貼り「税金消滅ヒンデレコンソワカ」と唱え税金消滅の術をかけることで税金の精霊としての力を封じることにより鹿児島を税金の無い世界へと変貌させた。「マッキレ（狂え）コンソワカ」の呪文では闇の力でイッシーを変貌させた。番外編（パート4）では、寒い冬を暖かくするため地球温暖化促進マシンを使用するも暴走して止められなくなるが、一般人が電源コンセントを抜いたことにより停止した。
愛用の扇子「ヤッセンス」を使用することが多く、扇子はボケへのツッコミに使用することもある。胸部の鎧は弱き者の名を持つ知恵の結晶で幻魔科学によりヤッセンボーが出す妖力の炎が物質化した「十尾之焔（じゅうびのほむら）」で、中心の宝玉から放出した妖力の霧により幻魔空間を発生させてくぐり狐衆を分身させたりンダモ支丹を生み出すことが可能。ひっとべ!では、体がなじむものの狐火がすっかり小さくなった初代、マークツーと呼んでいるもの、狐火が最も大きいくスペックが高い最新型の、3種類ある十尾之焔からどれを選ぶか思い悩む日常が明かされた。高級感のある衣の衣服「逸万誉佳衣（いっばんよかころも）」には、やっせんぼうの「や」の字をかたどった印の「弥閃之印（やっせんのいん）」が描かれている。地上への扉を封印する以前より狐一族の長老らから狐の守護神だと思われていた模様で、ひっとべ!20回では創立100年を超えた幼稚園を紹介した際に「我の年齢からしたら、まだまだ若いんですけどね」と発言した。
ちなみに、ヤッセンボー単独でのイベント出演も何度か行っている。そのほかにも実際に「ヤッセンフリー」というヤッセンボーを全面に打ち出したゆず風味ノンアルコールビールをはじめ、様々な商品が発売されている。
幻魔忍者くぐり狐衆（げんまにんじゃくぐりぎつねしゅう）
金峰山の薩摩忍者くぐり衆の忍術と吉野狐の妖術を身につけた、ヤッセンボー配下の精鋭忍者軍団5人組。
初期の頃は連携に未熟さも目立ち複数がかりでもつんつんに負ける程弱かったが、隼人たちと剣を交え負け続ける中で新たな技を身につけるなど徐々に力をつけており、第一部完結編では独自の武器を携え一之壁から五之壁としてそれぞれ単独で隼人の前に立ちふさがり、単独で隼人に攻撃を当てた者もいるほど成長している。第一部完結編では2人がかりでようやく幻魔月光刀を持ち上げていたが、ひっとべ!以降は1人でも持てている。分銅鎖、鉄砲、手裏剣など多種多様なあらゆる武器を使い、空中殺法や連携攻撃、ヤッセンボーの呪文で発生した幻魔空間の効果による分身の術などの忍法を駆使するなど能力は決して低くないが、集中力に欠ける面があり、美味しい食事を差し出されると任務を忘れ戦闘を放棄して宴会に走る傾向があるなど、よく任務を忘れる。
くぐり狐は第一部完結編で自らのことを「名も無き我ら」と発言しており、誰も顧みなかった名も無き自分たちに声をかけ声を聞いてくれたからこそ今の自分たちがあるとヤッセンボーに大恩を抱いており、人使いの荒いヤッセンボーにも普段から一途に忠誠を尽くす。ひっとべ!では、こっそり十尾之焔を身に付け幻魔月光刀を手に鏡の前でポーズを決めるくぐり狐もいた。お茶汲みが得意な者もいる。ショーなどではシフト制で2名がヤッセンボーのお供をすることが多い。
ヤッセンボーの「出会え出会え!」の呼び声と共に現れることが多い。「コーン」、「コンコーン」という鳴き声をよく発する。番外編（パート1）では、うそ電話詐欺の電話応対を行っていたが、語尾にいちいちコン!コン!と言っていたせいで、やきもきしたヤッセンボーが強制的に電話を変わっており、悪事がばれた後はヤッセンボーたちと一緒にアマンクロスの工場を手伝うはめになった。ショーでははっきり喋っているものの、TV版の当初ははっきり喋らない独特な喋り方をしていたが第一部九話からは流暢に喋ることが多くなった。その理由について監督の外山は「薩摩剣士隼人における話のテーマには郷中教育が含まれて、隼人と戦うことにより、くぐり狐衆は色んなことを学んでいき、番組が進むにしたがい無個性なキャラクターから一人の剣士として成長を描いていく分かりやすい表現として、言葉を喋るという演出をつけた」と語っている。甲高い独特の声で喋ることが多いが、真面目な場面では低く男らしい声で喋る場合もある。彼女がいる、くぐり狐もいる。
薩摩刀をもとに作られた妖刀の狐波平を手にし現れる。第一部完結編では、槍「長か鑓」を使用する者が五之壁、刃が付いたトンファー「刃付トンファー」を使用する者が四之壁、2個の巨大な手裏剣「ダブル手裏剣」を使用する者が三之壁、棘の付いた鉄球「トゲトゲ」を使用する者が二之壁、両手持ちの巨大な剣「ふっとか剣」を使用するくぐり狐衆のリーダー格の者が一之壁として、それぞれ隼人の前に立ちふさがった。
様々な連携技を駆使して戦っており、くぐり狐4人が騎馬を組み先頭の者がふっとか剣とトゲトゲを同時に持ち、ダブル手裏剣と刃付トンファーを合体させたものを左右の者が持ったその上に長か鑓を持ったくぐり狐が乗って攻撃を繰り出し、トドメは青い閃光と共に5人それぞれが一斉に攻撃する、くぐり狐衆忍法の奥義「幻魔騎馬合身の術」も使用。ヤッセンボーとの連携技では、くぐり狐5人が鎖で組んだトランポリンでヤッセンボーが跳躍して切りかかる「幻魔戦法・五稜跳躍陣」、光るヤッセンボールをボールのように蹴り回し相手に叩き込む「幻魔戦法・宝珠蹴鞠の陣」、縦一列に並び千手観音のように腕を突き出した後Choo Choo TRAINのダンスのように回ってから襲い掛かる「幻魔舞踊・波状螺旋の陣」、くぐり狐衆が組んだ騎馬の上にヤッセンボーが乗り、それぞれの武器で攻撃を繰り出す「真・幻魔騎馬合身」を駆使している。
恐怖を吸い取った狐一族三種の神器により幻魔月光刀でヤッセンボーから闇の力を浴びせられると、黒いモヤに包まれもだえながら首に巻かれた布はボロボロなものへと変化し、より狐に近い顔で凶悪な暗黒狐衆へと変貌する。暗黒狐衆になると一般人に刀を振り下ろすほど凶暴になり、つんつんをも寄せ付けない強さを発揮している。ヤッセンボーが幻魔月光刀を引っ込めると元に戻るが、元に戻ったときは肩で息をするほど疲れきっていた。第一部九話では、我らの力では隼人を倒せない、狐一族が蓄えし怨念の力を浴びせてほしいとヤッセンボーに自ら申し出ており、「あのイッシーをも操る力じゃ。この前のものとは比べ物にならぬ。そなたらでは耐え切れぬぞ」というヤッセンボーの忠告にも危険は覚悟のうえと答え、再び暗黒狐衆へと変身した。狐一族の恨みの力は凄まじく、その爪で飛び掛り隼人を地面へ押し倒すほどの力を発揮したが、心が闇に飲まれ仲間もわからなくなっており、隼人からこのままでは元に戻れなくなると言われるほどで、最終的には隼人により破影之太刀を2連発で浴びせられ闇を吹き飛ばされて元に戻った。暗黒狐衆になっている時は記憶がないため、コンコンと戦ったことにも気付いていない。

## 薩摩之歌姫プリモゼ
第一部八話から登場。「薩摩之音女神プリモーゼ」より心と心を繋ぐ音楽に加え、薩摩を救うという使命を託された女の子3人組のボッケモンアイドル。それぞれが使う一人称は「私」。否定したり拒否するときには3人揃って「いいえ」と答えていた。「カゼノコトノハ」という古の歌を歌い、言葉が持つ力を注いで歌詞を乗せた音楽により完成させたその歌には、強き想いを持つ者の心と心を互いに届ける力が宿る。第一部完結編では、闇により巨大になったヤッセンボールにより起こった異変を察し、歌に想いを乗せ届ける力で、闇を振り払おうと頑張るつんつんとコンコンの想いを鹿児島中の人々へと伝え、人々が送る声援をプリモゼの歌声によって光へと変えコンコンパクトへ集める手助けを行った。
後に、プリモゼは普通の人間の女の子がボッケモンの力を授かり変身した姿であり、薩摩の危機を救いプリモゼとしての役目を終えた後は鹿児島が再びその力を必要としたとき新たなプリモゼが選ばれるという設定が公開された。名前の由来は「プリティ」と、鹿児島弁でかわいいを意味する「もぜ」。
プリモゼたちのデザインは、それぞれの名前になっている鹿児島の祭や特産品をイメージして創られており、プリモゼというボッケモンのキャラクターなので、メイクや衣装もコスプレではなくキャラクターという事を意識してデザインされた。ちなみに、布地製作関係は外山雄大監督の母親が、だいたい製作しており、プリモゼ役はメンバー募集のオーディションが告知され、おはらまつり役の古川彩香（ふるかわあやか）、さつまきりこ役の葉月杏奈（はづきあんな）、おおしまつむぎ役の村山礼恵（むらやまゆきえ）が選ばれている。ちなみに、お正月やっど後半戦一挙放送スペシャルで、間に挿入される映像にも隼人らと出演したほか、再放送や第一部完結編の視聴者プレゼントコーナーも担当しており、応募の際に書くキーワードの単語も告知しているが、告知する単語は鹿児島弁であることが多い。
なお、プリモゼはKTSのTV番組「ゆうテレ」や、ラジオ番組、複数のCMにもメインで出演しており、単独でのイベント出演も多数行っており、KTSの日2012におけるステージのスクリーンにはプリモゼが会場を巡回して紹介する映像が繰り返し流されたほか、プリモゼが主役のショーも行われた。さつまきりこは単独でTwitterも行い、2013年からは「プリモゼ日和」というプリモゼ3人のブログも開設した。
おはら　まつり
おはら祭の名を持つ、鹿児島の踊り・祭りを司るスピリットボッケモン。立ち位置は中央。
薩摩之音女神プリモーゼから心を繋ぐ音楽と薩摩を救う使命を直接託された。誰よりもプリモーゼを慕っており、口調もプリモーゼの真似ようとするあまり独特な丁寧語を話す癖がある。かつてはプリモーゼと行動を共にし、プリモーゼの音楽にのせ人々に舞踊を披露して楽しませていた。ドジっ娘であり、いつも元気いっぱいで天真爛漫な性格だが、大声で盛大に泣く泣き虫な一面も持っている。番外編（その3）では隼人に鹿児島おはら節の踊り方を手ほどきした。
ちなみに衣装は、おはら祭において女性が踊るときに着る踊り着物をイメージしてデザインされており、背中には羽衣のような桃色の帯が付いている。白。和装。頭におはら祭でかぶる笠(かさ)。朱色の扇。GA★ラッパーと一緒にダンスDVDも発売している。
さつま　きりこ
薩摩切子のボッケモン。立ち位置は左側。
歌うことが純粋に楽しかったためプリモゼに参加しており、元々、おはらまつりや、おおしまつむぎとは仲良しだった。天然で自由奔放な性格で、プリズムや薩摩切子の輝きのようにキラキラと表情を変える。おしゃれで新しい物好きな性格から常に最先端の情報を仕入れるように心がけており、ファッションや最新の科学技術にも精通している。イッシーを目にした際「かわいい」と口にしたときは、他の2人から「え?」と耳を疑われていた。
ちなみに服の袖や裾は薩摩切子のカットグラス（切子）をイメージしたものとなっており、その衣装は最初に作られた赤色の薩摩切子をイメージしてデザインされている。赤のゴスロリ服。頭に小さいハット。黒のベール。
おおしま　つむぎ
フランス・ゴブラン織、ペルシア絨毯と並ぶ、世界三大織物の一つと言われている経済産業大臣指定伝統的工芸品、大島紬のボッケモン。立ち位置は右側。
鹿児島の歴史や伝統文化に詳しく、面倒見がよい世話好きな性格なため、しっかりとしたお姉さんとしてプリモゼの中でまとめ役になっている。本来は朗らかな性格だが、真面目な性格からプリモゼの使命を重く受け止めすぎて少し緊張気味になっている。常人にはよくわからない冗談を言うことがあり、周囲を困惑させることがある。
つむぎの衣装は、小野大（おのだい）統括プロデューサーの妻により製作されているが、衣装の生地は泥染めした藍色の紬を使用しており、ちょっぴりお姉さんのイメージでデザインされている。深緑の服。ロングスカート。頭にリボン、紫の和傘。

## 薩摩之音女神プリモゼレジェンド
2014年から、サクヤヒメのみならずプリモゼレジェンド2人揃っての活動も行っており、鹿児島県内における多数のイベントに隼人など他のボッケモンとの競演のみならず単独ユニットとしても出演している。また、様々な公式グッズも販売されており、公式Twitterも行っている。
コノハナサクヤヒメ
第二部五話から登場。天孫降臨神話の神ニニギノミコトの妻であり、絶世の美女と伝えられる南さつまの女神で、ダイサイゴーとともに薩摩の危機を救ったと伝えられている伝説のボッケモン。花と炎を司る。別名「薩摩之音女神プリモーゼ」。プリモゼの元祖にして師匠でもあり、プリモゼに、心と心を繋ぐ「いにしえの音楽」と薩摩を救う使命を託した。一人称は「私」。笛でカゼノコトノハを奏でており、その笛の音は遠くからでも熊襲にだけは聞こえている。ニニギと仲直りできぬままなことを悔いており、当初、サクヤヒメとニニギの子孫にあたる熊襲族のボッケモンである豪族武人熊襲をニニギノミコトと勘違いしていた。サクヤヒメが吹いていた笛は古の宝であり、熊襲へ手渡している。なお、第二部SAKODA編からは同様の名と酷似した容姿の新たなプリモゼ「プリモゼレジェンド」が登場している。
2つの赤い輪が付いた冠と、羽衣のような桃色の布が胸から背中に伸びた桃色の着物を羽織っている。
ちなみに日本神話に登場するコノハナサクヤヒメは全国各地に祀られており、鹿児島県では霧島神宮のほか、桜島にある月読神社にも祀られているが、桜島という名前の由来については、桜は昔、木花（コノハナ）と呼ばれており、神社が祀る「咲耶姫（サクヤヒメ）」にちなんだ「咲耶島」の名がいつしか「桜島」になったという説がある。富士山にも祀られており、かつての八ヶ岳が自分の祀られている富士山より大きな山であることが明らかになったときには怒りのあまり、かつての八ヶ岳の峰を蹴り飛ばし、8つに割れた跡地が現在の八ヶ岳になったという伝説が残されている。
トヨタマヒメ
からいもこに熊襲の剣「天御雷」を入れた箱を託し、熊襲の元へ届けさせた。別名、浦島太郎伝説で有名な竜宮上の姫「乙姫」。コノハナサクヤヒメの義理の娘にあたる。つんつんが海に落とした釣竿を見つけておいてくれた。なお、第二部SAKODA編からは同様の名を持つ水色の衣装を身に纏った新たなプリモゼ「プリモゼレジェンド」が登場している。
ちなみに、日本神話に登場するトヨタマヒメは全国各地に祀られており、鹿児島県では豊玉姫神社、竜宮神社、鹿児島神宮などにも祀られているが、龍、もしくは、一説には鮫だと言われている八尋和邇（ヤヒロワニ）の姿を持つと言われている。

## 薩摩の黒三人衆
黒ぢょか太郎・黒豚ヴィちゃん・アマンクロスの3人で結成された友達集団の名称。全員名前に「黒(クロ)」が入っているのでこの名称になった。いつでも一緒にいなくても互いに太い絆で繋がっていることから、何十年も会っていなかった。
黒ぢょか太郎（くろぢょかたろう）
第一部一話から登場。TVでも、各地で行われているショーでも、復活した「狐一族」に最初に襲われたボッケモン。伝統工芸品「黒ぢょか」のボッケモン。一日の疲れを癒す晩酌「だいやめ」のボッケモンでもある。
第一部完結編では、1話に登場したヒロインたちと共に、つんつんとコンコンへ声援を送った。第二部では、からいもこに頼まれ活を入れるため三人衆としてヤッセンボーと戦い、頭の取っ手の輪で幻魔月光刀を絡め取る活躍を見せた。
世話好き、かつ少々おせっかいな性格で説教癖があり、宴会中に山芋を掘る(説教や嫌な事を延々と語る)癖がある。酒の席でマナーをわきまえない者を嫌う。鹿児島に古くから伝わる酒席での遊び「ナンコ」の達人でもある。一人称は鹿児島弁で俺を意味する「おい」。口癖は「ぢょっかぢょっか」。頭が鹿児島の酒器「黒ぢょか」になっており、頭の中には常に最高にうまい状態の焼酎が蓄えられている。「うんまか、うんまかー（おいしい、おいしい）」のつぶやきと共に、一日の疲れを癒す晩酌「だいやめ」に、おいしい魂を吹き込む。興奮すると頭が沸騰してしまい焼酎の味が損なわれてしまう。
黒豚ヴィちゃん（くろぶたぶぃちゃん）
第一部二話から登場。鹿児島黒豚のボッケモン。
伝説の料理人であり、鹿児島黒豚の魂から生まれた。普段は丁寧な鹿児島弁を喋り、飄々としておりバカにされても怒らない温厚な性格で、黒豚のおいしさと魅力を一人でも多く知ってもらいたいというのが、たった一つの願い。だが、鹿児島の特産品として命をささげた黒豚たちの誇りを守るという想いから黒豚たちの命への冒涜を許さないため、黒豚たちの魂でできている黒豚料理を捨てられそうになりキレると、標準語風の熱血ヒーロー口調になる。キレた際には「ヴィ!」という掛け声と共に格闘術を繰り出し、肩から体当たりをくらわす「肩肉ボンバー」や、飛び蹴りの「豚足キック」などを駆使し、くぐり狐衆を寄せ付けない高い戦闘力を発揮するが、ヤッセンボーから一歩でも動くと黒豚のバラ串をゴミ箱に捨てると脅された際には、くぐり狐衆に取り押さえられてしまった。ちなみにキレた際には「お前の命に、このヴィを刻め!」という台詞と共に決めポーズを取っている。
一人称は「あたい」。キレた時の一人称は「私」。口癖は「ヴィヴィ!」。決めポーズは手になっている前足のヒヅメによるVサイン。第一部完結編では大ンダモ支丹に、連続まわし蹴りの「バークシャーハリケーン」、暗黒波動弾を押し返す「黒豚パワー」、暗黒波動弾を叩き落す「豚足チョップ」を駆使して対峙したほか、2話に登場したヒロインたちと共に、つんつんとコンコンへ声援を送った。第二部で三人衆としてヤッセンボーと戦った際には「黒豚六角固めロースの型」というコブラツイストも使用した。左半身が黒く、右半身は部位ごとに色分けされており、体に白い部分が6ヶ所あるのが特徴の六白黒豚であるかごしま黒豚のように、額のVの字と両手、両足、尻尾が白い。首には赤いマフラーが巻かれており、通常時は巻かれて布が収められているが、キレて戦闘体制に入るとマフラーが長く垂れ下がりたなびく。
アマンクロス
第一部三話から登場。黒酢のボッケモン。
人々の心と体の健康を願っており、普段は福山町のかめ壷畑で黒酢を人々に振舞っている。第一部完結編では、大ンダモ支丹の暗黒波動弾を硬い胴体や腕で弾き飛ばしたほか、身近な人々と共に、つんつんとコンコンへ声援を送った。番外編（パート1）では黒酢工場を経営している姿が描かれ、工場の経営状況について悩み資金が必要なあまり、つんつんが見つけた融資の紙を見ておもわず、うそ電話詐欺に引っかかりそうになっていた。第二部では三人衆としてヤッセンボーと立ち合い、腕や脛、頭など固い体でヤッセンボーの幻魔月光刀を受け止めた。
一人称は「私」。○○でス～という語尾が口癖。クロス一族に伝わる友情と健康の証で「クロスするがクロス!」と言いつつ互いの腕を交差させるクロスポーズを好む。ちなみに、お正月スペシャルボッケモンたちが集まった宴会の席では、クロスポーズの相手を求め続けていた。琥珀色の体は昔ながらの自然製法で熟成された薩摩玄米黒酢でできており、黒酢を作る壷であるアマン壷というかめ壷に包まれている。かめ壷のため体が固い。

## ちゃぢょけ隊
第一部七話から登場。台形で茶色いげたんはの姿をした「げたんはくん」、白く丸い軽羹の姿をした「かるかんちゃん」、竹の皮で包まれたあくまきの姿をした「あくまきくん」から成る、小柄なボッケモン三人衆。「ぼっくらは、おっちゃうけ、ちゃぢょけたいー、げたんは、かるかん、あっくまきー」と言いながら町を行進している。げたんはくんと、あくまきくんが使う一人称は「僕」。お茶の時間に加わりたいと申し出たつんつんを快く迎え入れており、戦いの後のつんつんたちにも、お茶請けのお菓子をすすめた。ちなみに、げたんはくんは、お茶の時間に、つんつんから頭をかじられた。

## たまらん3兄弟
第一部九話から登場。ぐりぶー物語にも3回から登場した。たまおん、らんらん、ふぅぼーの3玉からなる3兄弟。第一部ではイッシーを元に戻すための呼びかけを行った。たまらん3兄弟は指宿市観光協会の「タマゴかいじゅう」キャラクターであり、仕事は、指宿の観光、スポーツ、産品のPRで、自身のテーマソングに合わせて踊る。あまりにも元気すぎて卵のまま動き始めたため本当の性別や年齢も実は誰もわからない。もしかしたら、さらに卵の殻を破り新たな存在として誕生するかもしれないが、その時が明日なのか100万年先なのかは不明。たまらん3兄弟が動き出した日は誕生日ではなく「かいじゅう日」と呼んでいる。ちなみに、たまらん3兄弟には池田湖に住むイッシー夫婦の卵として生まれたという設定や、3歳（たまごとして）という観光協会キャラクターとしての設定も存在している。
たまおん
開聞岳の底にあるマグマの中で生まれた真っ赤な赤色卵。第一部では突然現れたダークイッシーに追いかけられた。その後、3兄弟揃ってイッシーを元に戻す呼びかけを行った。趣味は温泉めぐり。指宿に数多くある温泉が大好きで、指宿発祥の砂むし温泉にも、ときどきこっそり入りに行っている。好物は湯上りの温泉サイダーと温泉卵。嫌いなものはアイスで、理由は溶けるから。食べ物をめぐり、ふぅぼーとケンカする時もある。人が好きで周囲を楽しませることが好きで、調子がいいとコサックダンスをすることもある。子供っぽい一面もあり、ごく稀にかんしゃくを起こして怒りっぽくなったときや、気持ちが熱くなったときには5つある黒い鼻の穴から蒸気が吹き出る。優しい性格で、3玉の兄貴的な存在となっている。体は赤色で、腕と足は白黒の縞模様、額は温泉マークになっており、眠そうな垂れ眼と、ゆるゆるな口元、5つある鼻の穴が特徴。なお、2009年10月18日生まれという設定も存在している。
らんらん
池田湖畔の菜の花畑で生まれた菜の花色の黄色い卵。なぜか蝶々がよく寄ってくる。趣味がマラソンで走るの大好きなので、好奇心旺盛な性格から興味を惹かれるとすぐに走っていってしまう。スポーツが大好きで、マラソン、ウィーキング、トライアスロンなど指宿のスポーツイベントに参加したいと考えているが、らんらんがいないと、ふぅぼーがすぐ寝てしまうため、みんなの応援に徹しているとのこと。3兄弟の世話を焼く優しい性格で3兄弟のまとめ役を買って出ており、明るくて前向き。音楽が鳴り出すと、つい踊ってしまうところがあるが、らんらんのスキップは早すぎるため、たまおんやふぅぼーがついていけないことがある。カメラアピールが得意で、たまご界のアイドルだと思っておりアイドル志向なせいで、カメラを構えられるとセンターを取ってしまうこともあるため、たまおんや、ふぅぼーが注目されると、ちょっぴり不機嫌になることもある。好物は菜の花の漬物。名前の由来は、「RUN」、「たまらん」、「卵（らん）」。体は黄色、手足は緑で、頭に挿した1輪の菜の花、垂れ眼、腰に横縞のスカートが特徴。なお、2010年1月10日生まれという設定も存在している。
ふぅぼー
ソラマメの生産量日本一である指宿市魚見岳のふもとにあるソラマメ畑で生まれたソラマメ色をした緑の卵。のんびり屋のマイペースで食べることと寝ることが大好き。自覚はないが、たまらん3兄弟テーマソングのダンスにおける位置取りでもマイペースなせいで、たまおん・らんらんが困るときがあるが、ダンスでは、自分的にボックスステップの部分がカッコイイと思っている。最速で動いて欲しいとお願いしてもスローモーな動きになってしまうが美味しいものを見つけると素早く動く。時々ボーッとしすぎて起きているのか寝ているのか分からないこともあり、よく居眠りをしてあるため、らんらんに起こされている。好物はそら豆。お気に入りのひとつは温たまらん丼。美味しい匂いや、いい匂いにつられる。嫌いなものは、ソラマメなどの野菜を食べる虫。名前の由来は、大きなソラマメのことを「ふう豆」と呼ぶ地域が鹿児島にあることから。体全身が緑で、頭の左部分にソラマメのお歯黒があり、細い目と、おちょぼ口が特徴。

## 奄美の精霊ケンムン
第二部一話から登場。心優しい人には友達になりたいと姿を見せてその人を幸せにしたくなる性格で、魚や貝が好物で相撲をとることを好む。ガジュマルの木を切るなど自分達の住みかを脅かす人間に対しては怒り、動物に化けて人を脅かしたり、道案内のふりをして道に迷わせたりといういたずらを行うものの、森を大切にしていれば悪いことはしないため奄美では森の守り神として島の人々に昔から慕われている。
奄美の精霊ケンムン　ケンケン（あまみのせいれいけんむん　けんけん）
奄美に住みガジュマルなどの老木を寝床とするケンムンのボッケモン。アイくろに「もう誰も薩摩に対して恨みなど無い」と諭し、それでも旅立つと聞かないアイくろに奄美で昔から飲まれている米、砂糖、芋で作られた発酵飲料「みき」を勧めた。
奄美の精霊ケンムン　ムーン（あまみのせいれいけんむん　むーん）
ケンムンのボッケモン。旅立つアイくろに「世の中はあなたがおもっているよりキラキラしているものよ」と諭し、道に迷ったら、これを覗くようにとキラキラスコープを手渡した。

## その他のボッケモン
果樹神合体カジュカンサー（かじゅしんがったいカジュカンサー）
第一部四話から登場。果物の合体ボッケモン。名前の由来は果実の神様。
目がパッチリした「ボンタンどん」、小さな目の「タンカンくん」、タンカンくんとそっくりな顔をした「ポンカンくん」、目が細い「デコポンくん」、長いまつげのツリ目で赤い唇をした「温州みかんさん」、「キンカンキンカン」しか喋らない5人の「キンカンぼうや」、目が青く西洋かぶれな喋り方をする「ミスター・サワーポメロ」、目がパッチリして桃色の唇で上品な喋り方をする「レディ・甘夏」、喧嘩の仲裁に徹した「コミカンちゃん」の9種類の小柄な柑橘ボッケモンと、コミカンちゃんが連れてきた小柄な果物のボッケモンで、おっとりとした喋り方の「ビワちゃん」が種類の違いを超えて心がひとつになり「カンサーフォーメーション」の掛け声で合体して誕生したボッケモン。
重力をねじ曲げ、相手の動きを封じたり攻撃を止める「カジュウ念力」という超能力を使い、切った果物を差し出して、そのおいしさで争いを鎮める。第一部完結編では、大ンダモ支丹が放った暗黒波動弾をカジュウ念力で止め、身近な人々と共に、つんつんとコンコンへ声援を送った。「カジュカンサー」が口癖で、普通の会話も喋ることができるものの、この口癖のみを連発することも多い。背面の各箇所にはそれぞれ、合体したボッケモンの果実名が書かれているが、ひっとべ!で隼人が不思議がっていた。
GA★ラッパー（ガラッパー）
第一部五話から登場。ラップを好む川内川に住むガラッパ（河童）のボッケモン。名前の由来はガラッパ+ラッパー。ちなみに、樺太イーグルキックという技名や、GA★ラッパーの手足にワシを象ったデザインのアーマーが付いている理由は、GA★ラッパーが登場する薩摩川内市がカラフトワシの飛来する土地であることから。名前の星は色が特に決まっておらず、黒の星と白の星両方が用いられる。
第一部では、ヤッセンボーに騙され素手の隼人と激闘を繰り広げるが、誤解に気付き隼人と協力してヤッセンボーたちに立ち向かった。2012年2月放送のTV番組「デルフォイの神託」では、神社の境内でヤッセンボーとバトルを繰り広げるも、電流のようなものが走り行動を麻痺させる効果が付加されたヤッセンボーシールを額に貼られ動きを封じられてしまった。第一部完結編では2体の大ンダモ支丹を相手に奮闘し、身近な人々と共に、つんつんとコンコンへ声援を送った。
陽気だが気が短く、鹿児島の自然を汚す者を許さない。頭の皿にCDをセットして音楽が流せるようになっており、あらゆる生命の尊さや、鹿児島の自然の美しさ、自然環境と人間とのあり方などのラップやヒップホップを、セットしたCDの音楽に乗りながら歌い踊る。お正月スペシャルのボッケモンたちが集まった宴会の席では、ずっと歌い踊っていた。一人称は「俺」。英語交じりの独特な鹿児島弁を話す。好物は、しんこ団子。
川内大綱引に匹敵する怪力を持ち、ダンスを取り入れた素早い格闘アクションや相撲の技を得意としており、その多彩な技で隼人にも負けない強さを誇る。体を覆う装甲は、くぐり狐衆の銃弾も弾くほどの硬い強度を持ち、銃弾も腕のアーマーで弾いていた。綱の模様にも見えるような柄のベルトをしているが、なぜか川内大綱引の綱とはどの方向から見たものとも練り方が逆になっている。技名を口にしながら戦うクセがあり、両腕を広げて跳躍する「イーグルジャンプ」、ジャンプと共に張り手を食らわす「ガラッパー張り手」、回転しながら連続蹴りを放つ「樺太イーグルキック」、ロープで敵の武器を絡めとる「グレイトロープ」、緑のオーラをまとったストレートを放つ必殺パンチ「ガラッパンチ」、アッパーと共に緑の閃光を放ち複数の敵を吹き飛ばす必殺技「ガラッパーアッパー」を駆使する。
GA★ラッパー単独でのイベント出演も何度か行っている。また、おはらまつりと一緒にダンスDVDも発売している。
麺inカゴンマ（めんいんカゴンマ）
第一部六話から登場。鹿児島ラーメンのボッケモン。
世界中のラーメンを食べ歩き鹿児島に帰ってきた、鹿児島県内外のラーメン事情を知り尽くしているボッケモンきってのラーメン通。ラーメンブログで有名なボッケモンでブログの更新を日課としており、ブログの書籍化を目標としている。第一部では、とんこつラーメンしか認めないと店員に食って掛かるヤッセンボーに、鹿児島のラーメンについて長々と、うんちくを披露した。第一部完結編では、店内にいながら異変の気配を察し、身近な人々と共に、つんつんとコンコンへ声援を送った。
ラーメンのうんちくを、よく語り、常にラーメンのことばかり考え、鹿児島にある様々な種類のラーメンを心から愛しており、鹿児島ラーメンを通じ様々な個性を大切に思っている。森羅万象は鹿児島のラーメンにあり世の中のすべての物事は鹿児島ラーメンに例えて考えれば説明がつくと信じている。ラーメンそのものが好きでラーメンに好みは無い。特技は縄跳びをさせること。鹿児島ラーメンでできた体を持つ。
茶くれ爺（ちゃくれじじい）
第一部七話から登場。鹿児島茶のボッケモン。
第一部では、暗黒狐衆たちから襲われるが隼人に助けられ、つんつんたちに茶を勧めた。第一部完結編では、大ンダモ支丹の攻撃に対し身近な人々を避難誘導させており、その後、身近な人々と共に、つんつんとコンコンへ声援を送った。ひっとべ!では、綺麗な看板娘のいる茶屋によく行っている光景が描かれたが、看板娘からはボケが冗談なのか本気なのかわからないと思われている模様。いつもまわりに「茶いっぺくいやい（茶一杯ください）」と、お茶をせがんで、誰にでもお茶を振舞おうとするクセがあり、まったりと座っていることが多い。とにかくお茶が大好きで、お茶を自分が飲むのはもちろん、自分以外がお茶を飲んでいるのを見るのも好き。とても忙しそうな人たちであろうと、茶くれ爺がやってくると、いつの間にか、お茶を飲み和んでしまう雰囲気を持っている。暗黒狐衆に襲われたときは助けを求めていたが、同時に弱い女性は守ろうとする気概も見せた。
数あるボッケモンの中でも、かなりの高齢。年の功から、様々なボッケモンたちのご意見番にもなっている模様で、出現したンダモ支丹たちの名前も全て知っていた。一人称は鹿児島弁で俺を意味する「おい」。蓋が付き茶という漢字が書かれた大きな湯のみの体をしており、眼鏡をかけ、眉毛や頬はお茶になっている。
守護神怪獣イッシー（じゅごしんかいじゅうイッシー）
第一部九話から登場。未確認生物ボッケモン。池田湖に住む、巨大な怪獣の姿をした古（いにしえ）の神にして指宿の守り神。プリモゼや一部の一般人からは水神様と呼ばれている。
コンコンが幻魔鏡コンコンパクトを使い「水神召喚ヒンデレコンソワカ」と呪文を唱え呼び出した。指宿に住む他のボッケモンたちからも崇められており仲がいい模様で、第一部完結編冒頭では池田湖を訪れた観光客と仲良く戯れていた。「いーしっー」というかん高い愛らしい鳴き声を発する。4本足で歩く水色の巨大な体で、つぶらな瞳をしており澄んだ心の持ち主を気に入り、なつく。
コンコンの「狐一族に蓄えし怨念の力、今こそ解き放て。マッキレコンソワカ。いにしえの神に大いなる怒りの力を与えよ」という呪文により幻魔鏡コンコンパクトから闇の力を浴びせられ、凶暴な暗黒怪獣ダークイッシーへと変貌するとともに凶悪な顔へと変化し、鳴き声も「イッシー」という低く野太いものに変わり、低い唸り声をあげる。「怒りの力、解き放ちたまえ。ウッガレ（壊せ）コンソワカ」の呪文により光を放つ幻魔鏡コンコンパクトの力でコンコンに操られ、その巨体で指宿の街を暴れまわったが、プリモゼの歌や、つんつんらボッケモンたちと鹿児島の人々が行った想いを込めた呼びかけにより、元の姿へと戻り正気を取り戻した。
第一部完結編では、コンコンパクトの力で霧島神宮に強制召喚されたイッシーに、狐一族三種の神器の力を結集させ「狐一族に蓄えし怨念の力を持って、いにしえの神に大いなる暗黒の力を与えよ。マッキレ（狂え）コンソワカ」というヤッセンボーの呪文と共に闇の力を浴びせられ、ダークイッシーを超える究極怪獣デビルイッシーへと変貌。額には角が、背中には悪魔のような羽が生え、つんつんアタックも口で受け止める。闇の火炎弾を放つ「暗黒波動弾」、角から暗黒の雷を放つ「デビルサンダー」、尻尾でなぎ払う「デビルスピンアタック」、羽で強風を起こす「デビルウイングストーム」など多彩な技を繰り出し、町を破壊し暴れまわったが、ダイサイゴーに食い止められ、コンコンパクトの力で元に戻った。その後、ヤッセンボーにより何度も変身させられたことで変身癖がつき、地球温暖化促進マシンで冬の気候が暑くなり不快指数が上がったことで再び羽の無いデビルイッシーに変身しており、ヤッセンボーから「灼熱怪獣ヒートイッシー」と名付けられた。その後、つんつんとコンコンによりコンコンパクトの力で元に戻っている。
イッくん
第一部九話から登場。ぐりぶー物語にも3回から登場した。イッシーと似た姿をした2足歩行で歩く池田湖のキャラクター。雄。一人称は「僕」。ジュラ紀に誕生。温泉が大好きでマイペースな食いしん坊。特技は温泉卵の早食い。青と白の体で腕と背びれは緑であり、赤があしらわれた黒い中折れハットと赤い蝶ネクタイも身に着けている。イッシーを元の姿に戻すため、つんつんやコンコン、シーちゃんや、たまらん3兄弟、鹿児島の人々と共に、ダークイッシーへ想いを込めた呼びかけを行った。
シーちゃん
第一部九話から登場。イッシーと似た姿をした2足歩行で歩く池田湖のキャラクター。雌。一人称は「私」。ジュラ紀に誕生。甘党。性格は甘えん坊。好物はソラ豆スイーツ。桃色と白の体で腕と背びれは赤であり、ピンクのリボンが付き黄色があしらわれた黒い中折れハットと黄色の蝶ネクタイも身に着けている。
天ちゃん（てんちゃん）
番外編（パート1）から登場。ぐりぶー物語でも3回から登場。鹿児島中央警察署の警察官にして天文館治安対策マスコットキャラクター。普段は鹿児島中央警察署地蔵角交番、御着屋交番、及びその周辺で勤務しており、兄弟揃って治安対策活動とし様々なアピールを行っている。番外編（パート1）では隼人や妹の天子ちゃんと共に、うそ電話詐欺を仕組んだヤッセンボーを追い詰めた。
短髪で右の前髪が飛び出ているのが特徴。兄弟ともども、黄色い肌と緑の髪をしており、常に警帽をかぶり、頭からは黄色く丸い玉が付いた橙色の触角が生え、常にウインクをしている。兄弟2人とも制服を着ているが、法被などを着ることもある。
天子ちゃん（てんこちゃん）
番外編（パート1）から登場。ぐりぶー物語でも3回から登場。天ちゃんの妹。天ちゃんより後に治安対策活動へ加わるようになった。番外編（パート2）では兄の天ちゃんと共に、迷子になったコンコンをヤッセンボーの元へ送り届けた。赤い紐で髪を二つに束ねている。
イータ君（イータくん）
番外編（パート2）から登場。税金を司る精霊。術によりイータ君の力を封じられた期間、鹿児島は税金が無くなると同時に、あらゆる公共サービスの無い世界へと変貌してしまっている。
名前の由来は国税電子申告・納税システムe-Tax（イータックス）より。ちなみにイータ君は国税庁のキャラクターであり、2004年10月1日生まれ、東京都千代田区霞が関出身、身長約165cmで独身の男の子、パソコンが特技、空も飛べるという設定も存在している。
ホテルボッケモン　ホテ京Z（ホテルボッケモン　ホテきょうゼット）
第一部完結編一話から登場。ぐりぶー物語でも3回から登場。作中のホテル京セラは研究機関としての顔も併せ持っており、そこで進行中の「Z計画」により開発されホテル京セラ開業日と同じ1995年9月1日に生み出されたヒューマノイドのボッケモン。身長2m、体重100km。ひっとべ!では喋っているが基本的に無口で、性格はお人よし。設定上ではホテル京セラ別館アネックス1階に展示してあることになっているホテルの模型が変形して、本館の上部分がボディに、本館の下部分が足になり、3階の連絡通路部分は「ブリッジブレード」という剣になる。人知を超えた高出力と高い演算能力を実現した「セラミクス・ドライブ」というブラックボックスが内蔵されており、ホテル責任者による「ホテ京Z始動」の号令のもと、PC入力からの信号を受け始動する。ホテル内の一般人に襲い掛かるデビルイッシーの牙を剣で食い止めた。
後にデビルイッシーとの実戦データをフィードバックしたアップデートが行われ形状などが変更されており、ひっとべ!では、ブリッジブレードを使用してZの文字に斬りつけるファンクションZ「天撃斬」と、別館アネックスの建物部分が盾になった「アネックスシールド」も使用した。
伝承ボッケモン　大石兵六(でんしょうボッケモン　おおいしひょうろく)
想像上の回想では第一部二話から、本格的には第一部完結編三話から登場。鹿児島の代表的文学作品「大石兵六夢物語」に登場する武士。第一部完結編において、伝承ボッケモンだったことが判明。一人称は「私」。第一部完結編でたまたま狐一族の前に現れ真実を語るが、重大な出来事を事も無く喋るなど飄々とした性格の人物。
コンコンが所持していた狐一族に伝わる「大石兵六夢物語」の本では、人々を困らせる吉野狐たちの変化を見破り、一人で一匹残らず滅ぼし死に追いやった人物として描かれていた。しかし第一部完結編において、実はあのとき村のみんなが吉野の狐を退治すると盛り上がっていたことから、兵六が狐の責任者を名乗るヤッセンボーと話し合った結果、外から人間が入れぬよう吉野狐が住んでいた世界と鹿児島の間に扉をつくり吉野狐が住む世界を封印してもらったと思い込んでいたことや、当時、村のみんなには自分が退治したと言っておいたということが真実であったと判明した。狐一族との誤解も解け、狐一族とも仲良くなれたその席で、ヤッセンボーの行った封印が、いたずらが発端となり村人たちが狐退治に張り切っていた事態から狐一族を守る結果になったことを指摘して去っていった。
ちなみに、元々の話である大石兵六物語は微妙に内容が異なる話がいくつか存在するが、江戸中期における薩摩藩士・毛利正直著作の鹿児島の郷土文学「大石兵六夢物語」は、通常の太刀より大きな太刀を扱うことができるため剣の腕に覚えがあり、お調子者で気が大きい大石は酒の席で吉野山に住む白狐達がいたずらをして人々を困らせているという話を聞き、自分一人で白狐を退治すると言い狐退治のため吉野山に向かうが、お化けが苦手で狐達が化けた妖怪を見てあまりの恐ろしさに逃げ出し、逃げる最中にも次々と狐達にだまされ続けるので、そのリアクションがあまりにも面白いため狐達が調子に乗ってしまい、大石は偶然2匹の狐を捕らえ退治する事に成功するという内容。
かごんまダスキング
番外編（パート5）から登場。ぐりぶー物語でも10回から登場。お掃除のボッケモン。番外編（パート5）では、しもべとなり掃除をしろと脅すヤッセンボーたちに隼人と一緒に立ち向かった。戦いのときにはモッピーが変身した掃除用の赤いモップ棒「ダスキンモップ」を使用する。綺麗好きで鹿児島を綺麗にするお掃除の使者を名乗っており、掃除を愛するあまり戦いの最中でも武器のダスキンモップで敵に付いた汚れを払い落とす。一人称は「僕」。身長2m。体重70kg。必殺技は「ダスキンモップ」の掛け声でモップを真横に薙ぎ払い、放った水色のオーラで敵を吹き飛ばして「クリーンロッド」と叫ぶ「ダスキンモップ クリーンロッド」。イライラした相手にはオモチャのような見た目の銃で黄色い光「リフレッシュシャワー」を浴びせて爽やかでスッキリした気持ちに変える。桜島生まれ。一人称は「ボク」。好物はミスタードーナッツのポンデリング。
モッピー
番外編（パート5）から登場。モップのボッケモン。体は小型で全身が真っ赤な毛に覆われており、宙を飛び移動する。泣き声は「モッピー」で言葉は話さない。掃除が大好きな人のところへ現れる。火山灰の掃除に適したダスキンの鹿児島オリジナルモップの棒に変身することができ、かごんまダスキングが使用する。
火縄銃のボッケモン　火縄銃兵衛（ひなわじゅうのぼっけもん　ひなわじゅうべえ）
第二部二話から登場。ぐりぶー物語でも3回から登場。身のこなしは軽やかで、己の復讐心のため火縄銃を奪い取ろうとするアイくろをその素早い動きで翻弄した。銃の射撃に関しても達人並みの腕前を誇る。火縄銃、ロケットと、一歩間違えば恐ろしい力になるが夢と希望が詰まった、その時代で最新の科学技術が作られている種子島を例えに出し、降参したアイくろに「持つ者の心次第。この銃と共に歩み自分の心とよく向き合ってみればいい」と火縄銃を託した。一人称は「おい」。
火縄銃兵衛は、1543年9月23日（旧暦・天文12年8月25日）生まれで、普段は西之表市を中心に活動している。
南さつま市のボッケモン　サンディくん（みなにさつましのぼっけもん　さんでぃくん）
第二部五話から登場。ぐりぶー物語でも3回から登場。海亀のボッケモン。男。コノハナサクヤヒメに会わせろとくぐり狐衆から絡まれていたところを、つんつんが止めに入る。そのお礼に笠沙恵比寿の食堂でつんつんにタカエビ丼をご馳走した。日本三大砂丘の一つ、南さつま市吹上浜出身。砂や砂像が好きで砂を通じ町が賑やかになっていくことが夢だが砂像が崩れるという理由で雨は苦手。普段はおっとりした性格で甲羅が重く足は遅いが、体を動かすことが大好きでスポーツをするときは凄く活発になる。砂像づくりとダンスが得意で、好きな食べ物はかぼちゃ。1995年生まれ。スナミちゃんという妹がいる。
サンディくんは、吹上浜砂の祭典のマスコットキャラクターであり自然環境の大切さを伝える仕事をしている。
ルリー
ひっとべ!ボッケモンランド35回から登場。奄美生まれ。ひっとべ!ではコンコンに日本エアコミューターを案内する役として登場した。番外編（パート8）では冒頭で番組内容を紹介したり、ぐりぶーたちを案内したりした。青い体で頭にはゴーグル。JACの白文字が入った赤い服を着ている。ルリーは2000年5月に、鹿児島の県鳥であるルリカケスをモチーフとしてJACがイメージできる日本エアコミューターのイメージキャラクターとして誕生している。
ぐりぶー
ひっとべ!ボッケモンランド1回から登場。ぐりぶー物語では主役。つんつんとコンコンのボッケモン放送局 ON RADIOなどにも度々登場しており、ショーなどで隼人たちと出演する機会も多い。鹿児島県庁観光課の課長。
さくら
ひっとべ!ボッケモンランド22回から登場。ぐりぶーの幼馴染。鹿児島県出身の女の子。天真爛漫な性格で、特技はぐりぶーダンス。ぐりぶー物語では鹿児島県の臨時職員として勤務。ぐりぶーとの結婚後は7つ子を産んだ。顔の周りに花が6本、尻尾の先に花が1本咲いており、ハイビスカスの髪飾りを耳に着けている。南から北上する桜前線のように色鮮やかな花や緑が鹿児島から広がって欲しいという願いから、さくらと名付けられた。
天城町のボッケモン　あまぎくん（あまぎのぼっけもん　あまぎくん）
番外編（パート8）から登場。番外編（パート8）で、ぐりぶーたちに観光名所を紹介をした。天城町の花ツツジの飾りを付けた闘牛のかぶり物を被り、青い海を表した前髪が特徴。トライアスロンの服を着ている。
天城町のボッケモン　あまりん（あまぎのぼっけもん　あまりん）
番外編（パート8）から登場。番外編（パート8）で、あまぎくんと一緒にぐりぶーたちに観光名所を紹介をした。特徴は、天城町の花であるつつじをあしらい天城町の特産品マンゴーをモチーフにした頭と、波の模様を表現した服装。
天狗とガラッパのボッケモン　天ガラもん（てんぐとがらっぱのぼっけもん　てんがらもん）
第二部六話から登場。ぐりぶー物語でも3回から登場。八重山に暮らす天狗の父、甲突の池に暮らすガラッパ（河童）の母2人が恋に落ち誕生したボッケモン。山の神様からのお告げで天狗の「天」とガラッパの「ガラ」を取り「天ガラもん」と名付けられた。鹿児島市郡山出身地で、賢く元気いっぱいな性格。やんちゃだが親孝行で優しい心を持っている。特技は、おじゃこい隊のテーマソングにあわせたダンス。おじゃこい隊とともに「こいやま（郡山）」に幸せを運ぶ活動をしている。第二部では、人間の幼い男児に化け、覗いたキラキラスコープにつんつんが映り戸惑うアイくろに「それは恋だよ」と語りかけ手招きして山奥へと誘った。くぐり狐衆とも一戦交える。
頭には河童の皿、顔には赤くて高い鼻があり、背中に生えた白く大きな羽で空を飛ぶ。天狗の服装と高下駄を身に纏い。首から大きなお守りを下げ、腰には瓢箪をぶら下げている。大きな緑の葉っぱの団扇を手に戦い、団扇を手裏剣のように投げる「天ガラ団扇手裏剣」、つむじ風を起こし相手を吹き飛ばす「天ガラ大旋風」、頭突きを見舞う「天ガラ頭突き」、掴んで振り回し投げる「天ガラ大回転投げ」を駆使する。
天ガラもんのキャラクター名の由来となっているのは「お利口さん」、「感心な子」という意味の鹿児島弁「てんがらもん」。
こい山のボッケモン　おじゃこい隊（こいやまのぼっけもん　おじゃこいたい）
第二部六話から登場。森から来た妖精で恋の町「こいやま（郡山）」に幸せを運ぶ活動をしている。人間の女の子のような姿をしており、白い服にそれぞれ金、黄、赤、青、緑の薄布を羽織ったような姿をしている。くぐり狐衆やヤッセンボーたちに起こされた大平の獅子に襲われるが、隼人の破影の太刀で闇を払われた大平の獅子を取り囲み鎮めるのに一役買った。
ちなみに、おじゃこい隊は明桜館高校の女子高生が演じている。
大平の獅子（おおひらのしし）
第二部六話から登場。ヤッセンボー一味からの闇の力で無理矢理目覚めさせられた獅子舞のような黒い獅子たち。2本足の獅子が4体、4本足の獅子が1体の計5体が出現して低いうなり声を上げ、その大きな口で噛み付き襲い掛かる。隼人の破影の太刀で闇を払われた後、おじゃこい隊により鎮められ5体が集まり1つの光となり、こいやまに伝わる古の宝「ラブリーフルーレ」へと変化して恋心を抱くスイートポテトレディの手に収まった。
ちなみに大平の獅子は、9月に行われる秋の彼岸に鹿児島市の花尾神社で行われる奉納祭りで「大平の獅子舞踊り」として演じられている獅子舞。大平の獅子舞踊りは五穀豊穣、無病息災を祈願して踊られる狂言調の踊りで、親の敵討ちのため獅子と闘い獅子を討ち取る内容になっている。獅子舞発達の原初形態が見られる素朴で民俗学的に価値の高いものとして2005年には鹿児島市の無形民俗文化財に指定されている。
さつま町のボッケモン　さつまるちゃん（さつまちょうのボッケモン　さつまるちゃん）
ひっとべ!ボッケモンランド33回から登場。ぐりぶー物語でも3回から登場。おしりがピカピカ光るホタルの妖精。第二部ではボロボロになった竹刀で戦いに赴こうとするつんつんに無茶だと訴えた。さつま町の営業課長兼、宣伝隊長のイメージキャラクターでもある。身長は132（さつまる）cm。好奇心旺盛で優しく穏やかな性格。魔法でさつま町のいろんなものを出すことが可能で、空を自由に飛ぶことも可能だが人前では飛べない。公式プロフィールは男の子（？）となっている。
たけのこのボッケモン　たけんこっぽ／竹神様（たけがみさま）
第二部八話から登場。さつま町に住む筍のボッケモン。竹林の中で現れ、ヤッセンボーに負けて満身創痍になったつんつんたちを手招きして隼人たちがいる酒蔵へと誘った。その姿を見たつんつんからは、おいしそうと言われている。元に普段は竹の枝を振りながら「たけたけ」という口癖を口にして愛嬌を振りまいているが、相手を受け入れる寛容さを持ち、それゆえ折れぬ強き心で真っ直ぐに伸びてゆく「竹の心」をつんつんとコンコンに見いだし「竹の心見つけた」と叫び、頭部が長い竹の姿をした白髭を蓄えた竹神様へと正体を現した。
竹神様は、つんつんとコンコンを古の宝を再び託すに値する者と認め、2人が所持していた折れた竹刀をつんつんブレードとコンコンソードへと変える。その後は元のたけんこっぽの姿へと戻っており、何事も無かったかのように振る舞い暮らしている。子供の頃から一緒にいる女性も第二部で正体を現すまで全然気付かなかった模様。
夢を守るボッケモン　ポニー（ゆめをまもるぼっけもん　ぽにー）
番外編（パート9）から登場。子ども達の夢を守るボッケモン。修行のため鹿児島地区を担当しているサンタクロースの空飛ぶそりを引くトナカイの見習いをしているが、サンタとはぐれてしまう。女性から振られた腹いせのためクリスマスを中止にしようと企むヤッセンボーたちに囚われそうになるが、つんつんたちに助けられ、アイくろと協力して蹴りで立ち向かった。
サンタクロース鹿児島地区担当（さんらくろーす　かごしまちくたんとう）
番外編（パート9）から登場。鹿児島地区を担当するサンタクロース。ポニーの頑張りを見ており鹿児島の子供たちにプレゼントを届けるため迎えに現れた。
アマンむすめ
ひっとべ!ボッケモンランドの「アマンクロスのクロスすっが商店街」に登場。アマンクロスを師匠と崇める若い人間の女性のような姿をした「みん」、「のん」という2人組のボッケモン。アマン娘と漢字で表記されることもある。アマンクロスもたじろぐほどの異様に高いテンションで、アマンクロスと共に道行く通行人に黒酢を勧めまくる。番外編（パート5）「掃除をすっど!」では、窓を開けっぱなしにしたら駄目だとアマンクロスから何度も言われていたにもかかわらず、アマンむすめがアマンクロスの会社の窓を開けっぱなしにしていったため、火山灰が吹き込んでザラザラになった部屋をアマンクロスが掃除していた。
アマンクロスのような黒い帽子にアマンクロスのような色の衣服とスカートを着用している。
オゴージョ
現在、ショーのみの登場。プリモゼを目の敵にする、人間の女性の姿をした、薩摩の美魔女を自称する、薩摩おごじょのボッケモン。一人称は「私」。手にした杖でプリモゼに突如襲い掛かった。プリモゼから、おばさん呼ばわりされ、若い女性への憎しみの力による暗黒エネルギーが出ていると言われている。ちゃんばら無刃剣十字丸を手にしたプリモゼが「おはらまつりダンシングフラッシュ」、「さつまきりこシャイニングハレーション」、「おおしまつむぎトロピカルストリーム」、「プリモゼトライアングルハーモニー」と技名を口にしながら放った斬撃により撃退された。目に蝶の形をした紫の大きな仮面、もしくは黒のマスクを付けており、黒い服に赤い帯とブーツ。武器は三又の杖。
アンドロメダ将軍（あんどろめだしょうぐん）
スペシャル音楽SHOWに登場したアンドロメダ星の将軍。宇宙征服のためコノハナサクヤヒメの歌が発する無限のエネルギーを狙い部下を引き連れ地球へやってきた。「アンドロロロ～」という笑い声で笑う。独特の形状をした尖った金色のヘルメットを被り、地球人に似た顔面には隈取りのような模様がある。太った体型をしており、金色の六芒星が胸に付いており金色の肩当てなどがある服を身に纏い、音楽のエネルギーを集めるための巨大なマイクのような杖を手にしている。なお、引き連れてきた部下を含めアンドロメダ星の住人は美味しいことや楽しいことを知らないというショーでの設定はオモチャキッドでのアンドロメダ星人の設定を踏襲している。ちなみに、2014年10月に行われたKKB夢応援フェスタにも登場した。

## 幻魔妖怪ンダモ支丹
「ヒンデレコンソワカ」と呪文を唱え幻魔宝珠ヤッセンボールを使うと現れる、ヤッセンボーが生み出した、恐怖を生み出すものとして人を脅かすため、つくられし姿の妖怪。上半身だけの雲に乗った姿をしており、薄い霧と共に現れる。「ンーダモシターン」という言葉を発しながら向かってくるが、物理的な干渉をする力はないため見た目で驚かす事しか出来ない。青鬼の「茨木童子）」、頭部から腕にかけ赤い毛が生え、牙が生え耳が尖った人面の獣の「頬紅太郎（ほおべにたろう）」、口周りと頭頂部の周辺に毛が生え河童に似た緑の妖怪「てれめんちっぺい」、梟に似た、首が回転し、白く立派な眉が生え、眼が異様に大きい青い鳥「コノツキトッコウ」、鬼のような角が生えた人面の蟹「山辺赤蟹（やまべあかがに）」、青い毛をした三つ目の猿「三眼猴猿（みつめこうえん）」がいる。
第一部完結編では、ヤッセンボーがワッゼエ（凄い）ヒンデレコンソワカと呪文を唱え、ヤッセンボールで作り出した大きな闇の塊から、複数の巨大な大ンダモ支丹が出現。攻撃が素通りする体で暗黒波動弾を大量に撃ち、鹿児島中あちこちで暴れまわったが、鹿児島人たちの希望を集めたコンコンパクトから発せられた光により、禍々しい姿から愛嬌のある姿へと姿を変え、笑顔で消えていった。第二部からもヤッセンボーからヤッセンボールで召喚され、従来の禍々しい姿で再登場している。
なお、登場している妖怪は『大石兵六夢物語』などにおいて大石兵六を脅かすため白狐が化けた妖怪の模様。